# Amrit Kaur (skådespelare)
Amrit Kaur, född 4 juni 1993, är en kanadensisk skådespelare.
Kaur har bland annat medverkat i TV-serierna The D Cut och The Sex Lives of College Girls. Hon har även medverkat i filmen Little Italy.

## Filmografi (i urval)
- 2018 – Little Italy
- 2020 – The D Cut (TV-serie)
- 2021–2022 – The Sex Lives of College Girls (TV-serie)